# (9517) Niehaisheng
(9517) Niehaisheng est un astéroïde de la ceinture principale.

## Description
(9517) Niehaisheng est un astéroïde de la ceinture principale. Il fut découvert le 3 novembre 1977 à Nanking par l'observatoire de la Montagne Pourpre. Il présente une orbite caractérisée par un demi-grand axe de 2,61 UA, une excentricité de 0,23 et une inclinaison de 5,8° par rapport à l'écliptique.

## Compléments